# Das Klassenbuch
Das Klassenbuch ist ein Dokumentarfilm von Astrid Gabler, der 1999 als Abschlussarbeit an der Hochschule für Fernsehen und Film München entstand. Die Erstausstrahlung im Fernsehen fand am 15. Januar 2000 im Bayerischen Rundfunk statt.

## Inhalt
Der Dokumentarfilm, der auf dem Buch „Das Klassenbuch – Geschichte einer Frauengeneration“ von Eva Jantzen und Merith Niehuss aus dem Jahre 1994 basiert, beginnt im Jahre 1998: Zwei junge Abiturientinnen des Erfurter Königin-Luise-Gymnasiums blättern und lesen in einem dicken Buch. Es handelt sich um ein ganz spezielles „Klassenbuch“, wie sich herausstellt.
Regisseurin und Drehbuchautorin Astrid Gabler (* 1971) schildert retrospektiv anhand dieses Buches die Geschichte 15 junger Frauen, die 1932 am Königin-Luise-Gymnasium ihr Abitur machten. Um auch nach der Schulzeit in Kontakt zu bleiben, beschlossen sie, ein Klassen-Tagebuch zu beginnen, in das jede von ihnen eintragen sollte. Über Jahrzehnte hinweg schickten sich die Frauen ihr „Klassenbuch“ gegenseitig mit der Post oder brachten es persönlich zur nächsten. Der erste Eintrag stammt vom 12. Juni 1932, der letzte der Klassenkameradinnen reicht bis in die 1980er Jahre, jedoch endet die Berichterstattung im Buch wie im Film mit dem 25. Juli 1976. Zu diesem Zeitpunkt waren noch fünf der Frauen am Leben.
Das „Klassenbuch“ wurde über die Jahre zum Spiegel sowohl deutscher, als auch persönlicher Geschichte. Zunächst schilderten die Schreiberinnen die Zeit nach der Schule, ihre Berufsausbildung, Ehen, Kinder, das Leben während des Nationalsozialismus, den Zweiten Weltkrieg, dann die Nachkriegszeit und die deutsche Teilung (einige lebten nun im „Westen“, andere weiterhin im „Osten“, wieder andere im Ausland, z. B. in Mexiko oder Kanada). Die Zeiträume, die zwischen den verschiedenen Einträgen verstrichen, wurden länger, nicht nur aufgrund der Trennung durch die Zonengrenze, kurz nach dem Krieg schien das Klassenbuch gar verloren: Zwischen 1949 und 1958 klafft eine Lücke, in denen das Buch verschollen war, bis es überraschend wieder auftauchte.
Es handelt sich bei diesem „Klassenbuch“ weder um ein „Klassenbuch“ im klassischen Sinne, noch um ein „Tagebuch“, sondern vielmehr um einen Briefwechsel oder ein Lesedrama. Gabler gelang es 1998, zusammen mit Eva Jantzen, der letzten lebenden Klassenbuchschreiberin, die Ereignisse der Jahrzehnte und die Schicksale der Frauen nachzuzeichnen und Lücken in den Biographien durch private Fotos von und Interviews mit Personen, die die Schreiberinnen kannten, zu schließen. Das Klassenbuch wird heute im Stadtarchiv Erfurt verwahrt. Der entstandene Film ist als VHS an den Universitätsbibliotheken Jena und Lüneburg nutzbar.